# Bière brune
Pour les articles homonymes, voir Bière (homonymie).

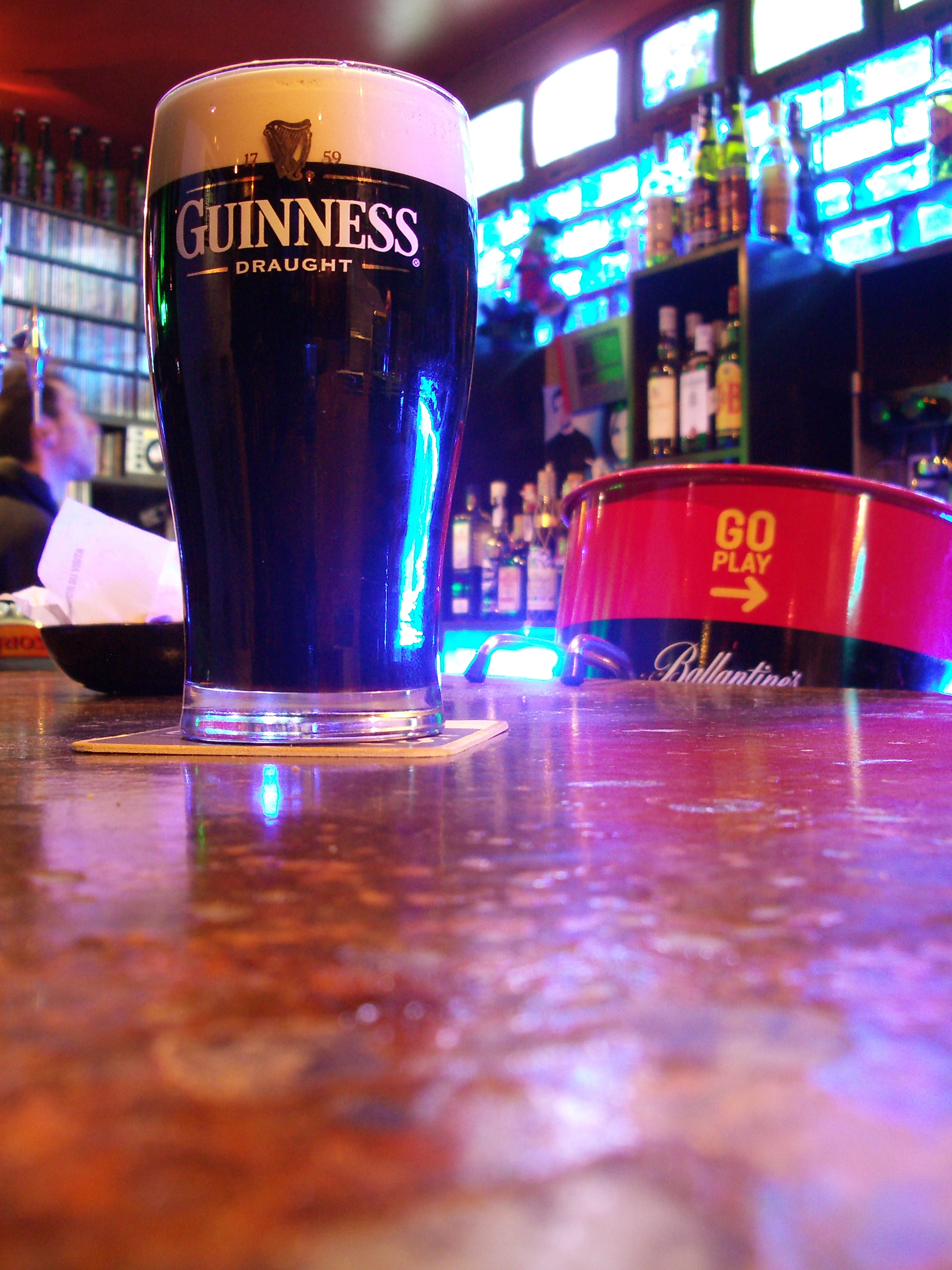
Une Guinness, bière brune connue mondialement pour sa saveur et son aspect si particuliers.

La bière brune est une bière de couleur brune, du brun acajou au noir ébène, obtenue grâce à l'utilisation de malt plus ou moins torréfié ou de colorant (généralement une variété de E150) ou de bière colorante (un brassin non destiné à la consommation directe, brassé avec des malts extrêmement colorés, mélangé avec la bière à colorer) pour les pays interdisant l'utilisation de colorants.
Elles se caractérisent par une mousse riche et crémeuse, et une grande onctuosité en bouche. Lourdes et acidulées, elles sont généralement amères en finale.
Issues de malt bien torréfié elles développent des notes empyreumatiques (bois fumé, pain grillé, note torréfiée de type chocolat, café).
Quelques bières brunes : Guinness, Pelforth Brune, Licorne Black, Wendelinus Tenebris, etc.